# Bell Sports
Bell Sports ist ein US-amerikanischer Hersteller von Helmen sowohl für Fahrräder, Motorräder als auch für den Motorsport. Das Unternehmen wurde 1923 als Bell Auto Parts in Bell (Kalifornien) gegründet.
Roy Richter arbeitete ab 1933 für das Unternehmen und kaufte es im Jahr 1945. Die ersten Rennsporthelme wurden ab 1954 produziert. 1968 wurde der erste Full face-Helm vorgestellt. Ab 1971 wurde auch eine Produktionslinie für Motorradhelme aufgebaut. 1988 wurde der Firmensitz nach Rantoul, Illinois, verlegt und der Standort in Kalifornien geschlossen.
Bell gehört heute zu den führenden Ausstattern im Motorradsport, im Automobilsport bis hin zur Formel 1. Der Bell HP STAR INFUSION erfüllt die FIA-Bedingungen für die Formel 1.

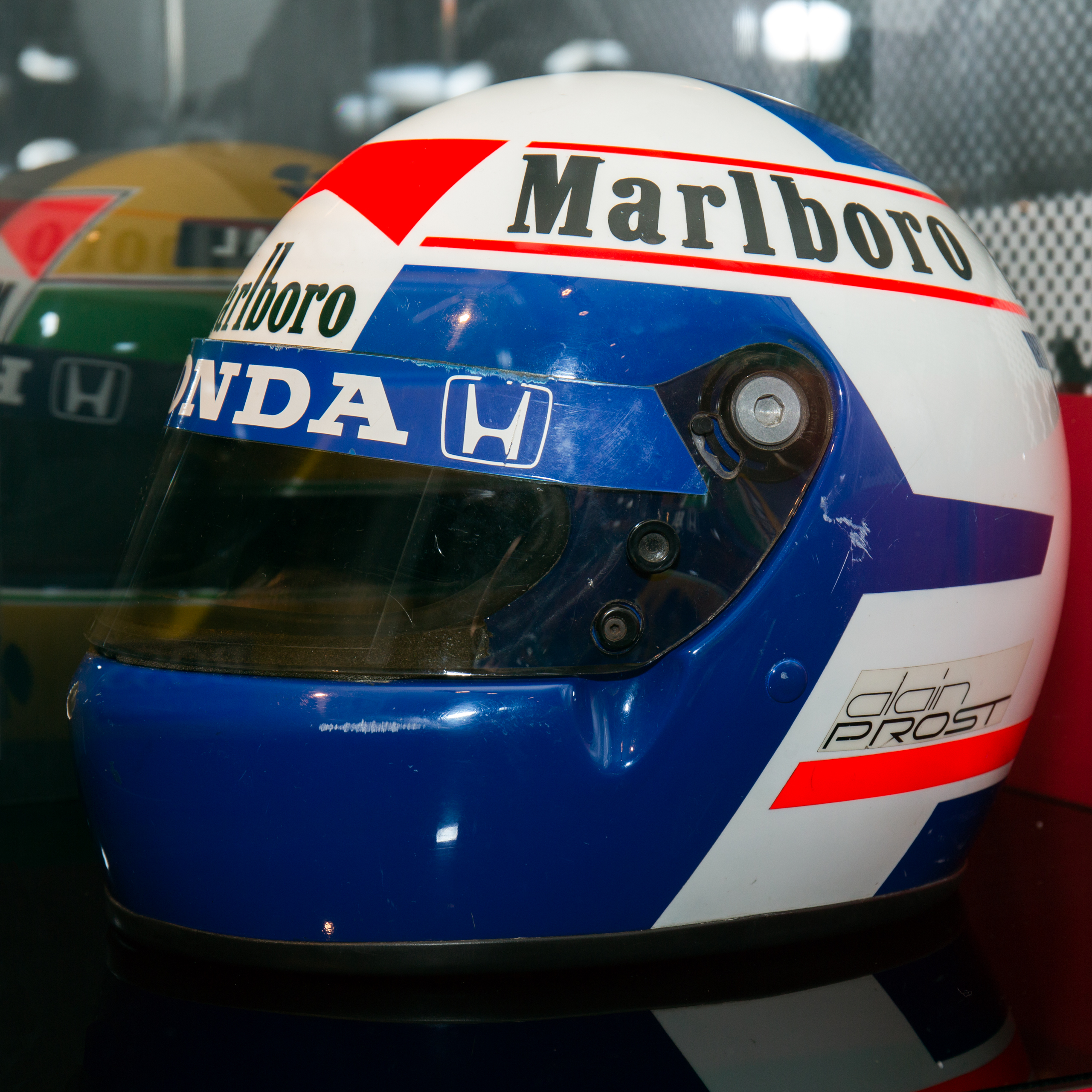
Bell-Helm des Rennfahrers Alain Prost von 1988
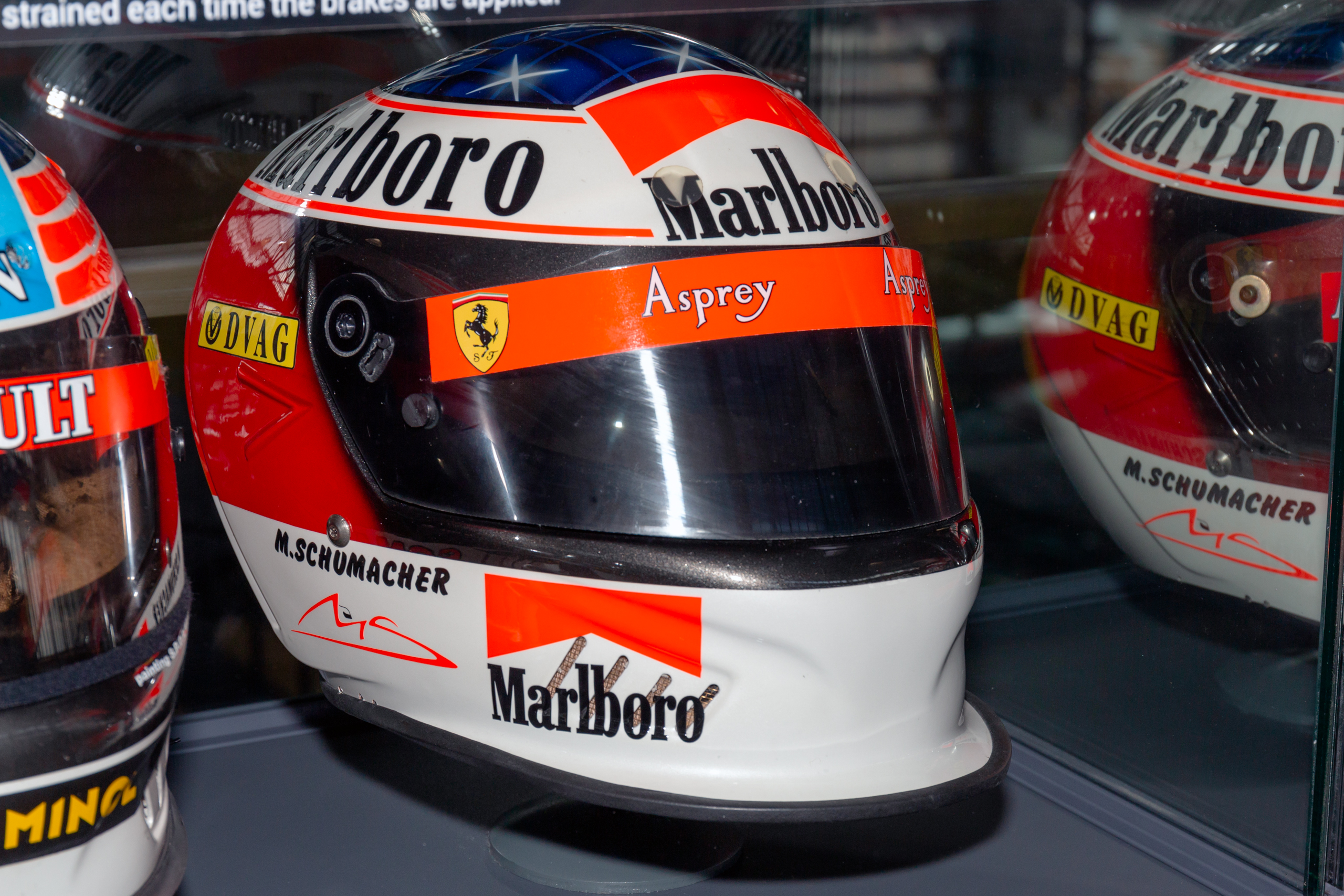
Bell-Helm des Rennfahrers Michael Schumacher von 1996
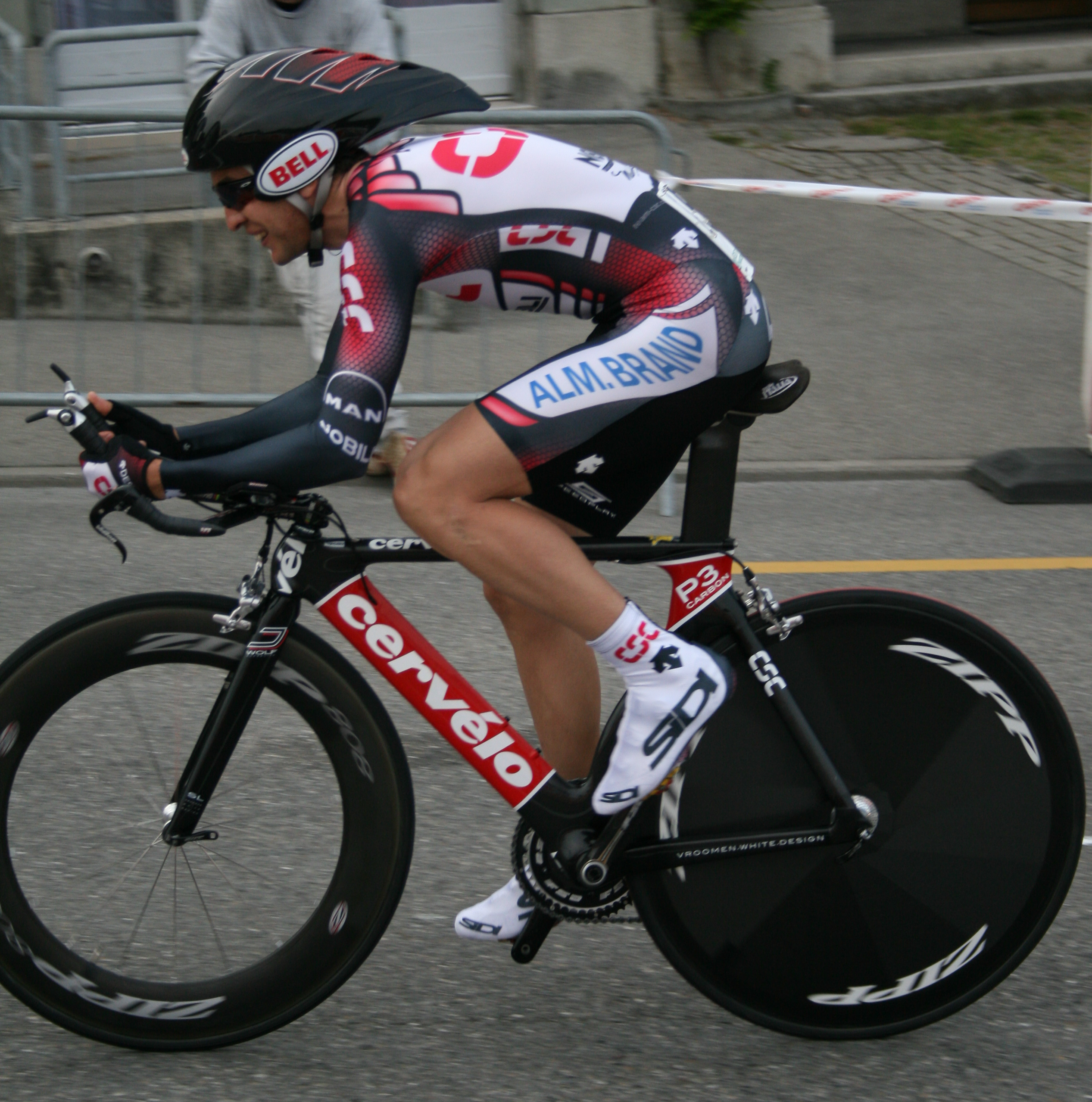
Carlos Sastre mit einem Bell-Zeitfahrhelm beim Prolog der Tour de Romandie 2007